# 西赫倫萊克鎮區 (明尼蘇達州傑克遜縣)
西赫倫萊克鎮區（英語：West Heron Lake Township）是位於美國明尼蘇達州傑克遜縣的一個行政鎮區。

## 地方資料
西赫倫萊克鎮區的面積為71.29平方千米，當中陸地面積為70.59平方千米，而水域面積為0.70平方千米。根據2020年美國人口普查的數據，當地共有人口130人，而人口密度為每平方千米1.82人。